# Richárd Bicskey
Richárd Bicskey (* 4. Oktober 1936 in Budapest; † 21. Juni 2020) war ein ungarischer Radrennfahrer.

## Leben
Bicskey begann seine Laufbahn beim Sportverband der Drucker in der Fahrradabteilung Tipográfia-Szabad Nép. Seine ersten beiden Siege bei ungarischen Wettbewerben holte er 1954. Im selben Jahr wurde er als Achtzehnjähriger Mitglied der ungarischen Bahnradsport-Nationalmannschaft und blieb dieses bis 1968. Zur Zeit des Ungarischen Volksaufstandes 1956 ging er mit dem Radsportkollegen Imre Furmen nach Paris und gewann im März 1957 die dortige nationale Meisterschaft in der Gruppe der Amateure. Daraufhin wurde er von seinem Verband nicht für olympischen Wettbewerbe 1956 nominiert. Bei den Olympischen Sommerspielen 1964 in Tokio belegte er zusammen mit seinem Stiefbruder Ferenc Habony den fünften Platz im Tandemrennen. Diese Platzierung konnte er zusammen mit László Sleisz bei den UCI-Bahn-Weltmeisterschaften 1967 in Amsterdam wiederholen. 1968 beendete er seine aktive Laufbahn als Radrennfahrer und arbeitete danach als Mechaniker und Trainer im Verein Ferencváros Budapest. In den 1970er Jahren ging er aus familiären Gründen in die Niederlande und lebte dort drei Jahrzehnte. 2005 kehrte er in sein Heimatland Ungarn zurück.
Mit 33 Siegen in verschiedenen Disziplinen bei ungarischen Meisterschaften zählt er zu den erfolgreichsten Radsportlern seines Landes.